# Kom (Timoteij)
Kom è un singolo delle Timoteij pubblicato nel 2010. 

## Storia
Le Timoteij parteciparono al Melodifestivalen del 2010 con Kom, e si piazzarono prime durante la terza semifinale tenuta a Göteborg. Durante la finale, che avvenuta invece alla Globe Arena di Stoccolma, Kom si piazzò al quinto posto totalizzando 95 punti. La canzone venne scelta per rappresentare la Svezia all'OGAE Second Chance Contest, durante il quale raggiunse il primo posto. Il brano raggiunse anche la seconda posizione delle classifiche svedesi. Del brano venne anche realizzata una versione in lingua inglese (Run).

## Formazione
- Cecilia Kallin – voce
- Bodil Bergström – voce
- Eiina Thorsell – voce
- Johanna Petterson – voce
- Gustav Eurén – testo
- Karl Eurén – produzione
- Niclas Arn – produzione

## Tracce

### Digital Download
1. Kom – 3:00

### CD-single
1. Kom [Radio Edit] – 3:00
2. Kom [Instrumental] – 3:00

### Digital Download
1. Run – 3:00